# Triangulering
Triangulering är ett sätt att bestämma avståndet till en punkt om man har två punkter med ett känt avstånd emellan. Ofta är avståndet man söker inte möjligt eller mycket svårt att mäta direkt och därför är en indirekt metod att föredra. 
Triangulering är en metod som använts mycket länge för att mäta höjder och avstånd, till exempel har man hittat beskrivningar för triangulering i läroböckerna från det antika Egypten. Från 1600-talet fram till det att GPS-systemet skapades har triangulering använts för att skapa skalenliga kartor med noggrant uppmätta avstånd. Även GPS-systemet bygger på en form av triangulering kallad trilateration men här är det istället tidsskillnad som mäts och inte vinklar.

## Exempel
Eftersom triangulering bygger på mätning av vinklar är trigonometri grundläggande genom framförallt cosinussatsen och sinussatsen.

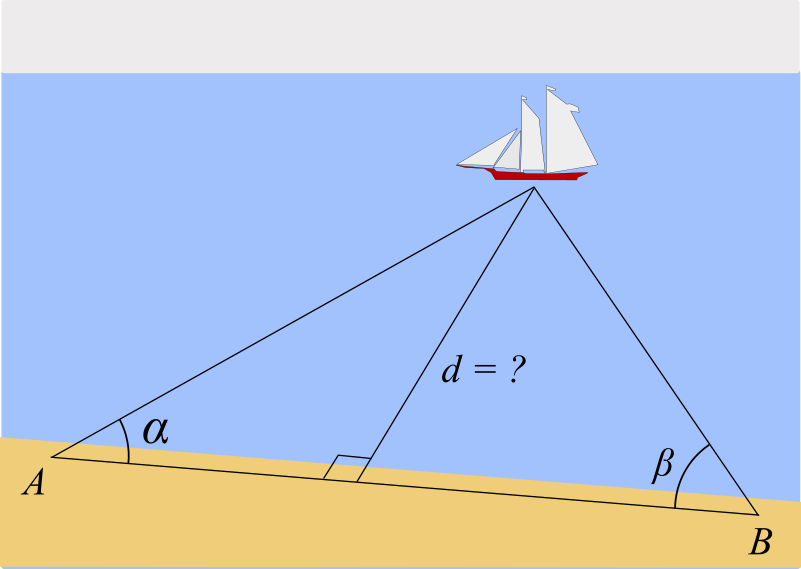
Figur 1. Avståndet till fartyget kan beräknas med hjälp av cosinussatsen och sinussatsen

### Avståndet till ett föremål
- Mät avståndet mellan punkt A och punkt B (se figur 1)
- Mät vinklarna {\displaystyle \alpha } och {\displaystyle \beta }
- Beräkna avståndet till föremålet med hjälp av cosinussatsen och sinussatsen

### Ett föremåls höjd

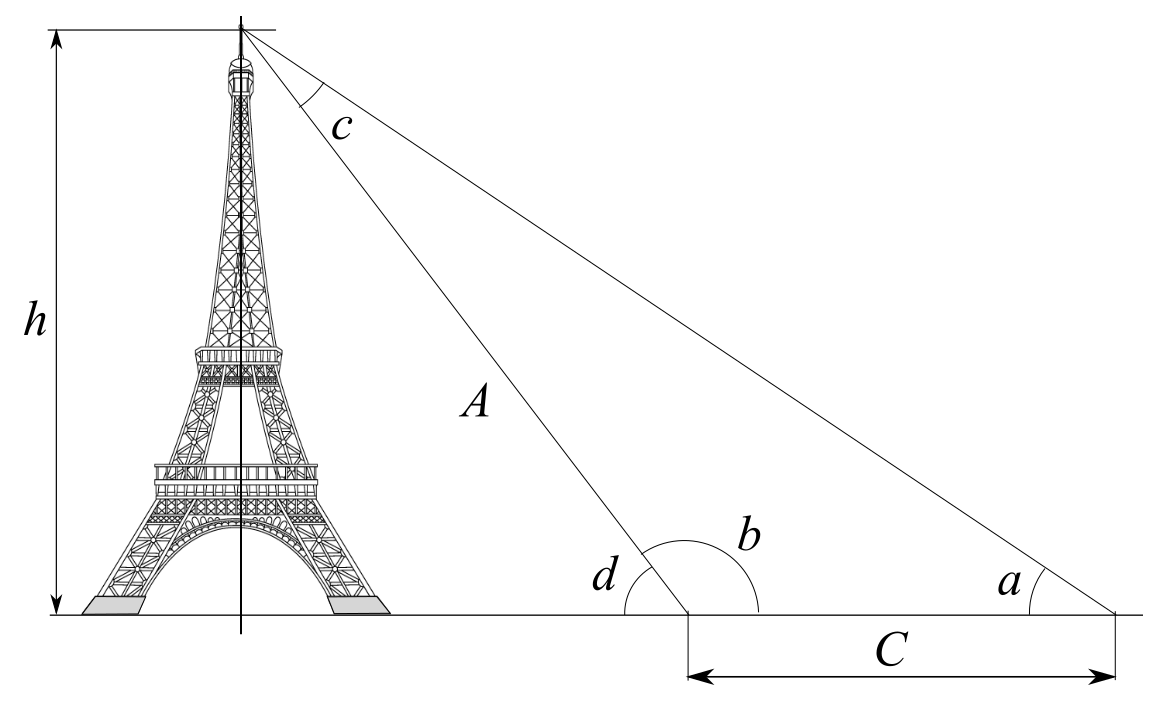
Figur 2. Byggnadens höjd kan beräknas med hjälp av triangulering

- Vinklarna a och b samt sträckan C antas vara kända (se figur 2)
- Då är vinkeln {\displaystyle c=180^{\circ }-a-b} och {\displaystyle d=180^{\circ }-b}
- Alltså är enligt sinussatsen

{\displaystyle {\frac {\sin c}{C}}={\frac {\sin a}{A}}\quad \Leftrightarrow \quad A=C\ {\frac {\sin a}{\sin c}}}
- {\displaystyle \sin d={\frac {h}{A}}\quad \Rightarrow \quad h=A\sin d\quad \Rightarrow }

{\displaystyle h=C\ {\frac {\sin a\sin d}{\sin c}}\quad \Leftrightarrow }
{\displaystyle h=C\ {\frac {\sin a\sin b}{\sin(a+b)}}}

## Historia och tillämpningsområden
I sin enklaste form är det möjligt att bestämma till exempel höjden på en klippa eller avståndet till en båt på havet. Dessa metoder var kända redan under antiken och användes till exempel av egyptierna för att bestämma höjden på pyramiderna och av Eratosthenes då han bestämde jordens omkrets.

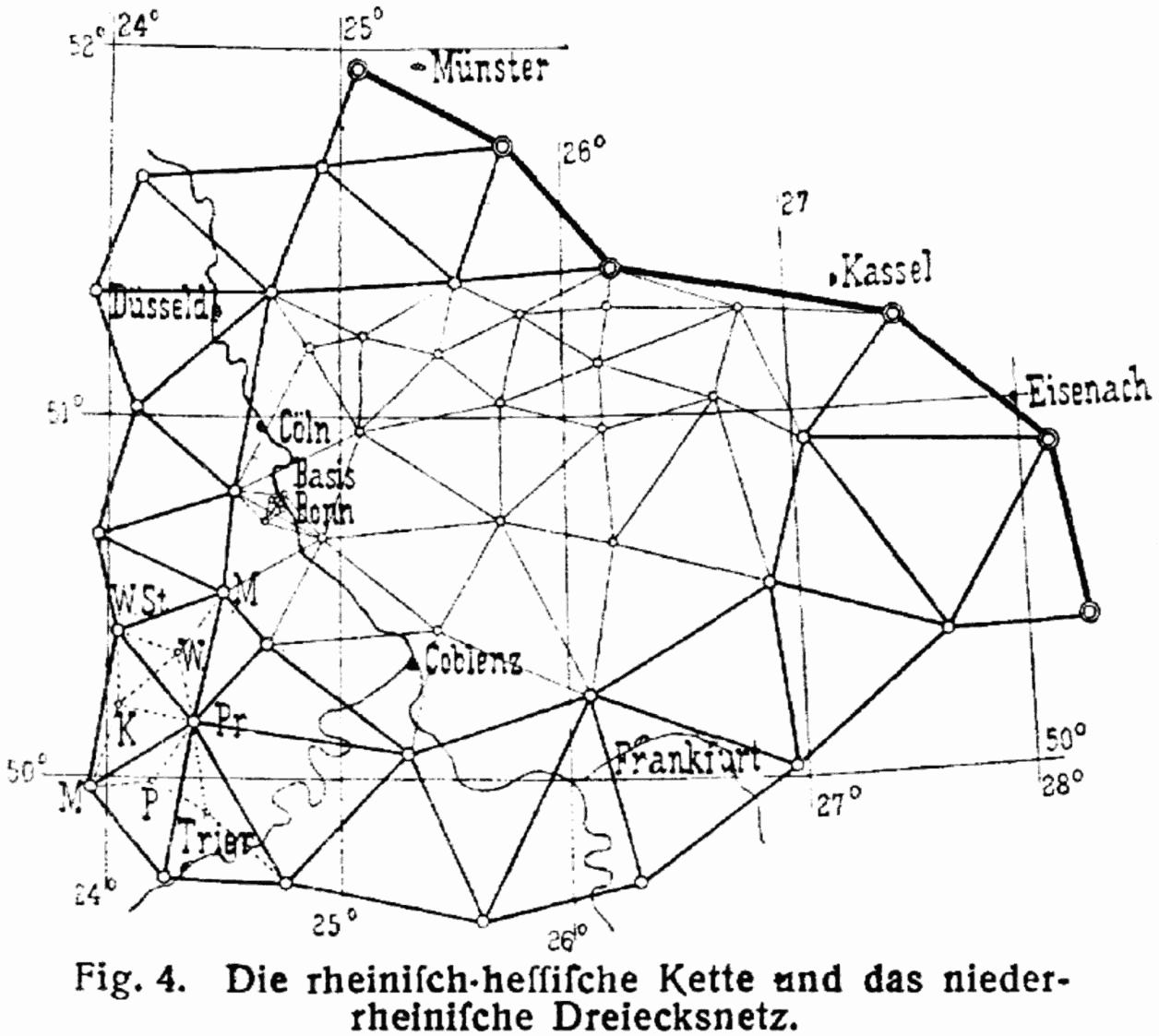
Trianguleringsnät

### Geodesi
Ett område där trianguleringen har haft stor betydelse är geodesin, framförallt då inom kartritandet. Enligt en metod utvecklad av Gemma Frisius år 1533 går det att genom att göra stora nät av trianglar skapa någorlunda detaljerade kartor med hög noggrannhet. Willebrord Snell upptäckte år 1615 metoder för att kompensera för jordens krökning och hur stora trianglar kan delas i mindre och på så sätt bestämma avståndet till alla punkter i den stora triangeln. Därmed kom kartritandet igång på allvar. Flera länder i Europa startade nu projekt för att kartlägga länderna med de nya trianguleringsmetoderna. Många av de fixpunkter som skapades finns kvar än idag och användes fram till att GPS-systemet skapades, vilket snabbt konkurrerade ut de gamla metoderna. Med de stora triangelnäten blev det möjligt att bestämma stora avstånd mycket noggrant. Detta gjorde det möjligt att bestämma jordens omkrets genom att mäta bråkdelar av jordmeridianerna, vilket gjordes upprepade gånger i takt med att mätutrustningen förbättrades.
Den senaste trianguleringen av Sverige tog ungefär 15 år.

### Astronomi

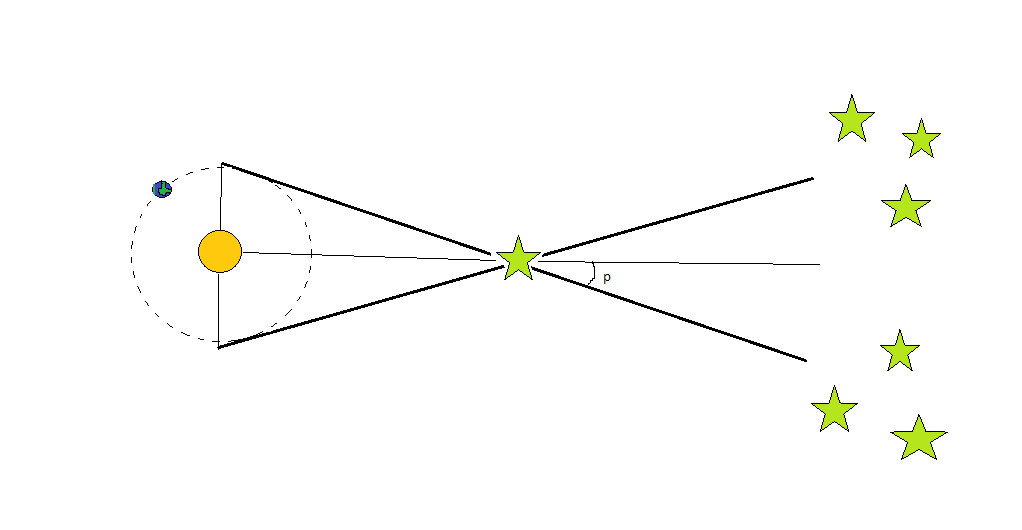
Vinkeln p mäts genom att mäta det avstånd som stjärnan har förflyttats jämfört med de "fixa" stjärnorna.

Inom astronomin har parallaxmetoden länge använts för att indirekt mäta avståndet till närliggande stjärnor. I det här fallet används dubbla avståndet mellan jorden och solen som baslinje och vinkelmätningarna görs när jorden, solen och stjärnan befinner sig i en rätvinklig triangel (se bild). För att metoden ska fungera och ge bra resultat måste dock stjärnan ligga ganska nära solen eftersom det blir mycket svårt att mäta så små vinklar som uppkommer. Detta gör att parallaxmetoden är ganska begränsad. Som referenspunkt för vinkelmätningen används de till synes fixa stjärnorna långt bakom den stjärna man mäter avståndet till.
Den astronomiska längdenheten Parsek definieras som avståndet till den punkt varifrån vinkeln mellan jorden och solen är en bågsekund.

### Trilateration
Trilateration är en metod som ofta förknippas med triangulering trots att inga vinkelmätningar utnyttjas. I trilateration är det istället tidsskillnaden från en källa till tre olika mottagare som mäts. Vanligtvis går det sedan att räkna ut avståndet till källan då det ofta är en våg (ljus, ljud eller mekanisk) som mäts vilken har en känd utbredningshastighet. När avståndet till tre mottagare är uppmätt går det sedan att bestämma var källan är (se bild). Trilateration används till exempel för att positionsbestämma jordbävningar och åsknedslag.

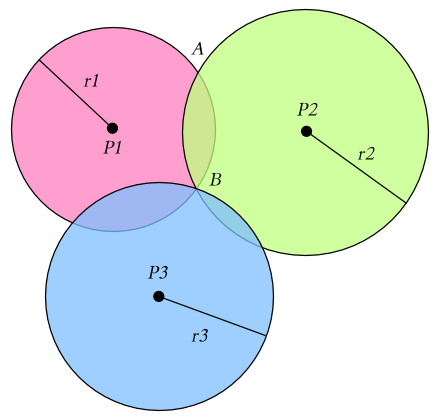
När avståndet till en mottagare är bestämt dras en cirkel kring mottagaren på det avståndet. När alla tre cirklarna är dragna hittas källan där alla tre cirklarna skär varandra.

### Global Positioning System
GPS systemet använder sig av satelliter för att bestämma en mottagares position på jorden. För att få positionen på marken används tre satelliter. Varje satellit skickar en signal till mottagaren vars tid noggrant mäts. Mottagaren kan då räkna ut på vilket avstånd denna befinner sig från satelliten eftersom {\displaystyle s=tc} (ljushastigheten). Med hjälp av avstånden går det nu att skapa en sfär kring varje satellit på vilken det är möjligt att mottagaren befinner sig. Skärningen mellan de två första sfärerna kommer att bilda en cirkel (se bild) som mottagaren kan befinna sig på. Den tredje sfären reducerar cirkeln till två punkter där den ena är mottagarens position på marken och den andra ovanför i luften. För att bestämma altituden behövs en fjärde satellit.

Här syns hur den röda och gröna sfären skär varandra i en cirkel som sedan skärs av den lila sfären i två punkter.